# Infektionsdosis
Die Infektionsdosis (ID, auch Belastungsdosis, engl.  infection dose) beschreibt die Anzahl an Pathogenen einer Sorte, die einem Wirt verabreicht wurde.
Die minimale Infektionsdosis (MID, engl. minimal infectious dose ‚minimale infektiöse Dosis‘) ist die Mindestanzahl an Pathogenen einer Sorte, die notwendig ist, um eine Infektion auszulösen. Eine Immunantwort des Körpers kann nach der Infektion durch eine erworbene Immunität eine erneute Krankheit durch denselben Erreger verhindern. Unterhalb der minimalen Infektionsdosis führt die Aufnahme von Erregern nicht zu einer fortlaufenden Infektion. 
Die minimale Infektionsdosis wird in einer Zellkultur durch einen Plaque-Assay oder, wenn keine infizierbare Zellkultur für das zu untersuchende Pathogen existiert, im Tierversuch ermittelt. Für die meisten Erreger ist die Infektionsdosis nicht bekannt. Da die Infektion vielen verschiedenen Einflüssen, wie z. B. der allgemeine Gesundheitszustand der Zellkultur oder des Versuchstiers unterliegt, zeigt sich oftmals eine sigmoidale Dosis-Infektionsquoten-Kurve. Daher wird die minimale Infektionsdosis im Zuge der statistischen Auswertung meistens mit dem Index 50 als ID50 angegeben, also die Infektionsdosis, bei der 50 % der Zellkulturen oder Versuchstiere infiziert werden. Die minimale Infektionsdosis eines Erregers ist für jeden Virusstamm und jede Spezies unterschiedlich und hängt auch mit der Pathogenität des jeweiligen Erregers zusammen. So wird beispielsweise mit CMID50 (Chimpanzee minimal infectious dose) die minimale Infektionsdosis für Schimpansen angegeben, während MMID50 diejenige von Mäusen bezeichnet. Eine TCD50 oder auch TCID50 bezeichnet die tissue culture infectious dose, also die notwendige Dosis, um in 50 % der Zellkulturen eine Infektion auszulösen.